# ملاحة فلكية

آلة السدس إحدى الآت التي استخدمت في الملاحة الفلكية.

الملاحة الفلكية هي تقنية تحديد موقع ما ثابت لمساعدة البحارة على عبور المحيطات دون الحاجة إلى الاعتماد على الحسابات التقديرية، لتحديد المواقع. تستخدم الملاحة الفلكية «المشاهد» أو القياسات الزاوية بين جرم سماوي (كالشمس أو القمر أو كوكب أو نجم)، والأفق المرئي. وتعد الشمس أكثر الأجرام السماوية استخدامًا لتحديد المواقع، كما أن الملاحين يمكنهم أيضًا استخدام القمر أو كوكب أو واحدًا من 57 نجم من النجوم الملاحية المدرجة والمنظمة في التقويم البحري والتقاويم الجوية.
في وقت معين، يقع أي جرم سماوي مباشرة فوق نقطة معينة على سطح الأرض. خطوط الطول والعرض لتلك النقطة تعرف على أنها موقع الجرم السماوي الجغرافي (GP)، وهي مواقع محددة في جداول في التقاويم البحرية أو الجوية لتلك السنة.

## مثال

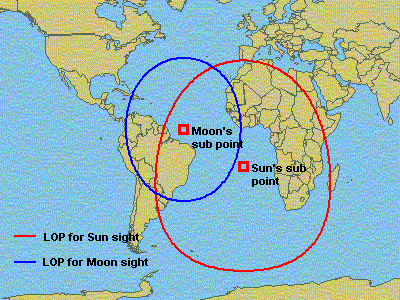
300 بكسل

يظهر على اليمين مثال توضيحي للمقصود بـ طريقة التقاطع في تحديد الموضع. (وهناك طريقتان شائعتان في تحديد الموضع بطريق الملاحة الفلكية هما طريقة قياس الطول الجغرافي بالكرونومتر وطريقة ما بعد الزوال.) ويظهر على الخريطة دائرتان تمثلان خط موضع الشمس والقمر في الساعة الثانية عشر حسب توقيت غرينيتش بتاريخ 29 أكتوبر 2005. وفي هذا الوقت، قام ملاح بقياس زاوية انحراف القمر من على سطح سفينة في البحر فوجدها 56 درجة من الأفق مستخدمًا في ذلك آلة السدس. وبعد عشر دقائق، وُجد أن انحراف الشمس من الأفق يساوي 40 درجة. وفي كل مرة تُحسب خطوط الأفق ويحدد موقعها. وحيث إن زاوية انحراف الشمس والقمر كانت من النقطة نفسها، فلا بد أن يكون الملاح واقعًا في إحدى نقاط التلاقي بين الدائرتين.
وفي المثال الذي نحن بصدده، إما أن يكون الملاح في المحيط الأطلسي على بعد نحو 350 ميل بحري (650 كم) غرب جزر ماديرا، أو أنه في أمريكا الجنوبية على بعد نحو 90 ميل بحري (170 كم) جنوب غرب أسونسيون بباراجواي. وفي أغلب الأحيان، يكون اختيار أي التقاطعين أمرًا واضحًا للملاح، حيث يكون بينهما آلاف الأميال. وطالما أنه من غير المتوقع أن تبحر السفينة في أمريكا الجنوبية، فيبقى احتمال وحيد وهو أنها في المحيط الأطلسي. وتجدر الإشارة إلى أن خطوط الموضع في هذا الشكل مشوهة بفعل إسقاط الخرائط، وإلا لكانت دائرية لو أن الخريطة على هيئة كرة أرضية.
إذا كان الملاح في منطقة شاكو فسيخيل إليه القمر إلى شمال الشمس، ولو أنه في منطقة ماديرا فسيخيل إليه أن القمر إلى يمين الشمس، ويدرك هذه الملاحظة كل من سبق له قياس الارتفاعين.[بحاجة لمصدر]

## القياسات الزاويّة

استخدام سدس بحري لقياس ارتفاع الشمس من الأفق.

تطورت القياسات الدقيقة للزوايا بمرور السنين. فأبسط صورها هو أن ترفع يديك وتبسطها في السماء. فيمثل عرض الخنصر زاوية لا تزيد كثيرًا عن 1.5 درجة في حال بسط اليد، وبهذه الطريقة يمكن تحديد ارتفاع الشمس عن مستوى الأفق ومن ثم يمكن تقدير وقت الغروب. وكانت الحاجة إلى قياسات أكثر دقة هي ما دعا إلى تطوير عدد غير متناه من الأدوات منها كمال والأسطرلاب والثمنية والسدس. وتتميز السدس والثمنية بدقة فائقة نظرًا لأنها تقيس الزوايا من الأفق مما يبعدها عن الأخطاء الناجمة عن تحديد الزاوية بمؤشر في الأداة المستخدمة.
وتقاس المسافات على الكرة الأرضية بالدرجة أو بالدقيقة القوسية أو بالثانية القوسية. A والميل البحري يساوي 1852 مترًا ويساوي أيضًا (وليس ثمة خطأ في ذلك) زاويّة صغيرة جدًا لخط الزوال على الأرض. ويعطي السدس نتائج دقيقة حتى 0.2 دقيقة قوسية. لذا يمكن (من الناحية النظرية) تحديد موضع الراصد في حدود 0.2 ميل أي نحو 400 ياردة (370 متر). ويمكن لأغلب ملاحي المحيط - الذين يرصدون من منصات متحركة - الحصول على دقة فعلية على مدى 1.5 ميل (2.8 كم)، وهي دقة تكفي للإبحار الآمن بعيدًا عن اليابسة.[بحاجة لمصدر]

## الملاحة العملية

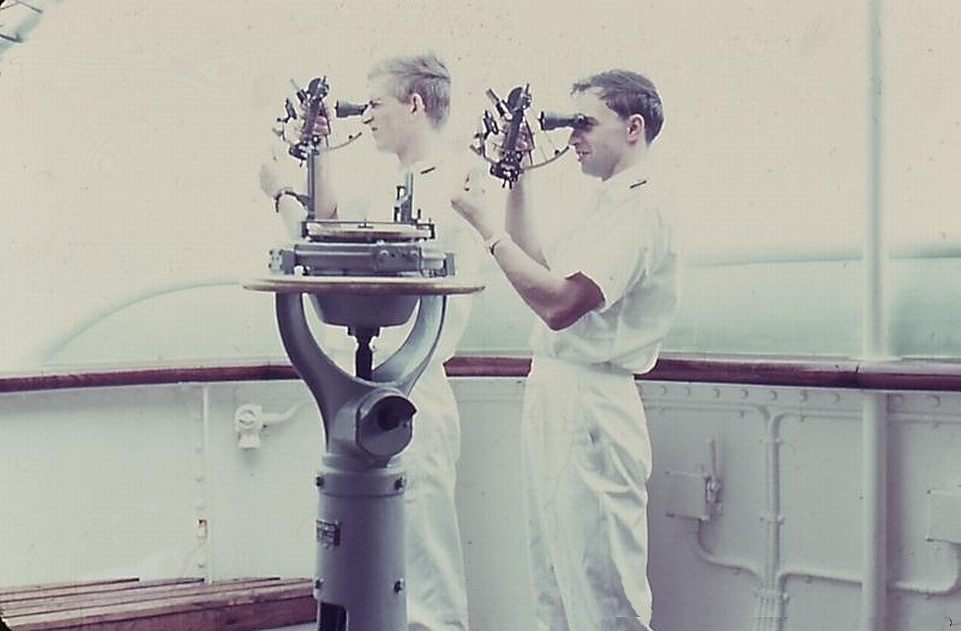
اثنان من ضباط السفينة "يصوران" باستخدام آلة السدس على ارتفاع الشمس

تحتاج الملاحة الفلكية عمليًا إلى كرونومتر بحري لقياس الوقت، وسدس لقياس زاوية الانحراف، وتقويم لتوفر جداول بإحداثيات الأجسام الفلكية، ومجموعة من جداول تقليل قراءة الشاخص لتساعد في إجراء قياسات الارتفاع والسمت، وخريطة لمكان الإبحار. وبتوافر جداول تقليل قراءة الشاخص تكون العمليات المطلوبة ما هي إلا عمليات جمع وطرح. وتسهم أجهزة الحاسوب اليدوية الصغيرة والحاسوب المحمول بل وأيضًا الحاسبة العلمية في «إنقاص» شواخص السدس في غضون دقائق معدودة ببرمجة جميع الحسابات وخطوات البحث عن البيانات أوتوماتيكيًا. والفرد العادي يمكنه إجادة إجراءات الملاحة الفلكية بعد يوم أو يومين من التوجيه والتدريب، حتى وإن كانت بطريقة الحساب اليدوي.
عادة، يستخدم الملاحون العمليون في العصر الحديث الملاحة الفلكية بجانب الملاحة الساتلية لتصحيح مسار تقدير الموضع، وهذا هو المسار المُقدر رجوعًا إلى موقع السفينة ومسارها وسرعتها. يستطيع الملاح اكتشاف الأخطاء وتسهيل العمليات باستخدام عدة طرق. عند استخدامه لهذه الطريقة، يستطيع قياس الارتفاع من آن لآخر بآلة السدس، ثم مقارنة ذلك بالارتفاع قبل حسابه استنادًا على الوقت المحدد والموقع المُقدر للرصد. رجوعًا للرسم البياني، يلزم استخدام الملاح لمسطرة تقويم جهاز الرسم البياني لعمل خط الموضع. يمكن القيام بأكثر من عملية رصد لإعادة تشغيل مسار تقدير الموضع، إذا اتضح أن أحد خطوط الموضع تبعد لأكثر من أميال قليلة عن الموقع المُقدر.
في حالة حدوث خلل كهربائي أو عطل في أحد المعدات، يستطيع الملاح العودة إلى الميناء بكل سهولة عند اجتيازه خطوط الشمس في مدة زمنية قصيرة في اليوم وتطوير ذلك من خلال تقدير الموضع للحصول على المادة الخام الثابتة له.

### العرض
كان يُقاس العرض في الماضي في وقت الظهيرة («في وضح النهار») أو من خلال نجم القطب، نجم الشمال (اعتمادًا على وضوحه التام فوق الأفق، حيث لا يتاح ذلك في نصف الأرض الجنوبي). يقع نجم القطب على بعد درجة واحدة من قطب الشمال الفلكي. إذا قام الملاح بقياس زاوية نجم القطب ووجدها على بعد عشر درجات من الأفق، فهو على بعد عشر درجات شمال خط الاستواء. تُقاس الزوايا من الأفق، لأن تحديد موقع النقطة رأسيًا بطريقة مباشرة، ما يسمى بـالسمت، يعتبر أمرًا صعبًا. عندما يحجب الضباب الأفق، يستخدم الملاحون الآفاق الاصطناعية؛ حيث إنها عبارة عن ميزان ماء ينعكس في السدس (آلة).
يمكن تحديد الوضع الجغرافي أيضًا عن طريق الاتجاه الذي تسلكه النجوم على مر الزمن. إذا ارتفعت النجوم عن الشرق وسلكت طريقها مباشرة للأعلى فإنك إذن عند خط الاستواء، أما إذا انجرفت جنوبًا فإنك في شمال خط الاستواء. وينطبق الوضع تمامًا على الانجراف اليومي للنجوم بسبب حركة الأرض في المدار حول الشمس؛ حيث إن النجوم تنجرف كل يوم بمقدار درجة واحدة. إذا أمكن قياس الانجراف بدقة في أي حالة، فإن حساب المثلثات البسيط سيكشف عن العرض الجغرافي.

### الطول
يمكن قياس الطول بالطريقة نفسها. إذا تمكن أحد الملاحين من قياس زاوية نجم القطب، فستحصل على الطول الجغرافي من خلال القياس المماثل للنجم القريب من الآفاق الشرقية أو الغربية. وسر المشكلة هنا هو دوران كوكب الأرض 15 درجة في الساعة، بطريقة اعتماد القياسات على المدة الزمنية. يتسبب أي قياس لبضع دقائق قبل أو بعد القياس نفسه في اليوم السابق في حدوث أخطاء ملاحية خطيرة. قبل التعرف على الكرونومتر، اعتمدت مقاييس الطول الجغرافي على مرور القمر أو موضع القمر في كوكب المشتري. في معظم الأحيان، كان هناك صعوبة بالغة في استخدام هذه الأشياء، باستثناء الفلكيون المحترفون فلم يجدوا صعوبة في ذلك. سهل اختراع جون هاريسون (John Harrison) الكرونومتر الحديث في عام 1761 حساب الطول الجغرافي إلى حد كبير.
استغرقت مشكلة الطول الجغرافي قرونًا لحلها، حيث تعلق الأمر على اختراع ساعة بدون رقاص (حيث إن الساعة ذات الرقاص، مهما كان نوعها، لا يمكنها الأداء بدقة عند إمالة السفينة أو تحريك المركبة). طُورت طريقتين خلال القرن الثامن عشر واستمر استخدامهما حتى اليوم بخصوص: المسافة القمرية، حيث لم يُستخدَم الكرونومتر، واُستخدمت الساعة الدقيقة أو الكرونومتر.
في الآونة الأخيرة، يمكن عمل حسابات الطول الجغرافي الشخصية دون استخدام التوقيت الزمني المضبوط (دون أي إشارة للتوقيت الصيفي) عندما تكون الشمس في أعلى نقطة في السماء. يمكن حساب الظهيرة بسهولة ودقة بواسطة القضيب العمودي المنزلق لمستوى سطح الأرض، حيث يستغرق ذلك مدة زمنية للقراءة عندما يتجه الظل ناحية الشمال (في نصف الكرة الشمالي). ثم بعد ذلك يقرأ التوقيت المحلي ويحدد الفارق بينه وبين (توقيت غرينيتش، ويُعرف أيضًا بالتوقيت العالمي المُنسق) أو توقيت غرب لندن. على سبيل المثال، سيوافق قراءة وقت الظهيرة (الساعة 12:00) بالقرب من وسط كندا أو الولايات المتحدة الأمريكية الساعة السادسة مساءً (الساعة 18:00) تقريبًا في لندن. يعادل فارق الست ساعات ربع اليوم، أو 90 درجة من 360 حول (كوكب الأرض). يمكن الحصول على العملية الحسابية بواسطة عدد الساعات (استخدام الكسور العشرية لأجزاء الساعة مضروبة في 15، عدد الدرجات في الساعة الواحدة). وفي كلتا الحالتين، يتضح أن أغلب المناطق في وسط الولايات المتحدة الأمريكية أو كندا تقع عند 90 درجة أو بالقرب منها غرب الطول الجغرافي. يمكن تحديد الأطوال الجغرافية الغربية عن طريق إضافة التوقيت المحلي لتوقيت غرينتش، بالحسابات نفسها.

#### المسافة القمرية
وقد طُورت الطريقة القديمة التي تسمى «المسافات القمرية» في القرن الثامن عشر. فلا يستخدمها هذه الأيام إلا هواة آلة السدس والمؤرخون، ولكن على الجانب النظري يعتد بصحة هذه الطريقة ويمكن استخدامها عند عدم توفر الساعة أو عدم التأكد من دقتها أثناء الرحلات البحرية الطويلة. يقيس الملاح الزاوية بين القمر والشمس أو بين القمر وأحد النجوم العديدة القريبة من مسار الشمس بدقة. ستعتمد الزاوية بطريقة طبيعية على موضع الملاح (الذي لا يعرفه الملاح) ولكنه يظل على أمل لتصحيح الزاوية بطريقة صحيحة كافية باستخدام الجداول التي توضح الزاوية المقابلة من مركز الأرض بتوقيت غرينيتش. سيشير الملاح بإبهامه من خلال التقويم لاكتشاف الزاوية المعتمدة، وبذلك يستطيع التعرف على توقيت غرينيتش. تستطيع الآلات الحاسبة المحمولة وأجهزة الحاسوب المحمول القيام بهذه العملية الحسابية في بضع دقائق، وبذلك يستطيع الملاح استخدام أجرام سماوية أخرى غير الأجرام التسعة القديمة. يستطيع الملاح حساب الطول الجغرافي، بمجرد معرفته لتوقيت غرينيتش.

#### استخدام المدة الزمنية
كانت (وما زالت) الطرق الأكثر شيوعًا تستخدم الساعة الدقيقة بطريقة ملحوظة لقياس المدة الزمنية لشواخص السدس بطريقة مباشرة. وقد نتج عن الاحتياج إلى الملاحة الدقيقة تطوير كرونومتر أكثر دقة في القرن الثامن عشر. (انظر جون هاريسون) في هذه الأيام، يُقاس الوقت بالكرونومتر أو ساعة كوارتز أو إشارات الوقت اللاسلكية ذات الموجة القصيرة التي تبث إشاراتها من أي ساعة ذرية، أو الوقت الموضح في نظام التموضع العالمي. تحدد ساعة اليد الكوارتز الوقت بطريقة طبيعية خلال نصف ثانية في اليوم الواحد. وفي حالة ارتداء الساعة باستمرار بحيث يتم الاحتفاظ بها بالقرب من حرارة الجسم، يمكن قياس معدل الانجراف باللاسلكي، وبالتعويض عن هذا الانجراف، حيث يستطيع أي ملاح تحديد الوقت أفضل من الثانية في الشهر الواحد. عادًة، كان يفحص الملاح الكرونومتر من جهاز السدس، وعن طريق استخدام الفلكيين المحترفين المؤشر الجغرافي لمسح الأرض. أصبحت هذه المهارة عملةً نادرة هذه الأيام، حيث إن معظم عمالقة الميناء لا يستطيعون تحديد موقع مؤشر الميناء.
عادًة، كان يُحتفظ بثلاثة كرونومترات في أداة ذات محورين في غرفة جافة بالقرب من مركز السفينة. وكانت تُستخدم لضبط الساعة على الموجه الفعلي، وبذلك لا يتعرض أي كرونومتر للرياح أو المياه المالحة على سطح السفينة على الإطلاق. كان الدوران ومقارنة الكرونومتر أمرًا حاسمًا للملاح. حتى في هذه الأيام، ما زالت السفن تُثقل بالأمتعة، حيث يُسجل ذلك في جهاز قياس سرعة السفينة ويتم رفع تقرير بذلك لقبطان السفينة قبل دق الأجراس الثمانية في ساعة الضحى (ساعة الظهيرة على سطح السفينة). كان الملاحون يضبطون ساعات السفينة والتوقيت أيضًا.

## الملاحة الفلكية الحديثة
اُكتشف الخط الفلكي لمفهوم الموضع عام 1837عن طريق توماس هيوبارد سامنر (Thomas Hubbard Sumner)، بعد قيامه بعملية رصد واحدة حيث قام بحوسبة وتخطيط الطول الجغرافي له في أكثر من تجربة للعرض الجغرافي للمنطقة المجاورة له - ولاحظ أن المواقع تقع على خط طول. وباستخدام جهازين في هذه الطريقة، استطاع الملاحون أخيرًا عبور اثنين من خطوط الموضع مع الاحتفاظ بموقعيهما - وينتج عن ذلك تحديد العرض والطول الجغرافي. وفي أواخر القرن التاسع عشر، جاء التطور في طريقة التقاطع الحديثة (طريقة مارك هيلار (Marcq St. Hilaire))؛ وبهذه الطريقة تُحسب زاوية الارتفاع وزاوية السمت لتتلائم مع موقع الاختبار والمقارنة مع الارتفاع المرصود. فالاختلاف في الدقائق القوسية هو الميل البحري «لتقاطع» المسافة التي يحتاجها خط الموضع للاستبدال تجاه أو بعيدًا عن اتجاه جهاز نظام الاحداثيات. (تستخدم طريقة التقاطع المفهوم الموضح في المثال في الجزء السابق «كيف تعمل».) وهناك طريقتان أخريتان لتقليل القراءات وهما طريقة قياس الطول الجغرافي بالكرونومتر وما بعد الزوال.
وبينما أصبحت الملاحة الفلكية متكررة بطريقة متزايدة مع الإقبال القليل والدقة العالية لأجهزة الاستقبال الخاصة بالملاحة الساتلية (نظام التموضع العالمي)، فما زالت تُستخدم إلى حد كبير في الطيران حتى الستينيات من القرن العشرين، وفي الملاحة البحرية إلى عهد قريب. ولكن حيث إن البحار لا يعتمد على أي من تلك الوسائل الفردية لتحديد موقعه، فما زالت تطلب العديد من الهيئات البحرية الدولية أطقم للسفن لتقديم معرفتهم عن الملاحة الفلكية في الاختبارات، والتي تعتبر في المقام الأول كخلفية عن الملاحة الإلكترونية. وأحد الاستخدامات الحالية الأكثر شيوعًا في الملاحة الفلكية على متن السفن التجارية الكبيرة هي معايرة البوصلة وفحص الأخطاء في البحر في حالة عدم توفر الإشارات الأرضية المتاحة.
وقد واصلت القوات الجوية الأمريكية والبحرية الأمريكية تعليم الطيارين العسكريين استخدام الملاحة الفلكية حتى عام 1997، وذلك بسبب أنها:
- من الممكن أن تُستخدم بطريقة مستقلة في المساعدات الأرضية
- لها تغطية عالمية
- لا يمكن تشويشها (رغم أنه من الممكن حجبها عن طريق السحب)
- لا تعطي أي إشارات يمكن للعدو اكتشافها[4]

وقد أعلنت الأكاديمية البحرية الأمريكية إيقاف دورتها التدريبية في الملاحة الفلكية، التي تعتبر واحدة من أكثر الدورات التدريبية المطلوبة، من المنهج الدراسي الرسمي في ربيع عام 1998 حيث أوضحت أن آلة السدس تقيس بدقة في دائرة نصف قطرها ثلاثة أميال (5 كم)، بينما تتمكن أجهزة الحاسوب المرتبطة بالساتل من تحديد موقع السفينة في خلال 60 قدم (18 م). وفي الوقت الحاضر، يواصل ضباط الصف البحريون تعلمهم لاستخدام آلة السدس، ولكن بدلاً من إجراء عملية رياضية مملة مكونة من 22 خطوة للتخطيط لدورة تدريبية خاصة بالسفن، يقوم ضابط الصف البحري بتغذية الحاسوب بالمعلومات الأولية لها.
وما زال الطلاب يتلقون دورات تدريبية في الملاحة الفلكية في غيرها من أكاديمية الاتحادية للخدمات والأكاديمية البحرية التجارية الأمريكية، حيث إن هذا مطلوب في اجتياز اختبارات رخصة خفر السواحل الأمريكية.
وقد استخدمت الملاحة الفلكية في الطيران التجاري حتى بدايات عصر الطائرة النفاثة التي أطلقت في الستينيات من القرن العشرين مع ظهور أنظمة الملاحة بالقصور الذاتية.
وما زالت الملاحة الفلكية تدرس للجنود أثناء تدريبهم في البحرية التجارية البريطانية والتي تعتبر كشرط للحصول على شهادة الكفاءة.
وقد اُستخدم التغير في الملاحة الفلكية الأرضية للمساعدة في توجيه مركبة أبولو الفضائية وهي في طريقها إلى القمر ومنه. وحتى ذلك اليوم، كانت البعثات الفضائية، مثل قراصنة استكشاف المريخ تستخدم النجوم المتعاقبة لتحديد الارتفاع الزاوي لمركبة الفضاء.
وفي وقت مبكر من منتصف ستينيات القرن العشرين، طورت الأنظمة الإلكترونية والحاسوبية المتقدمة تأهيل الملاحين للحفاظ على ثبات أرائهم الفلكية التلقائية. وتستخدم تلك الأنظمة بدقة عالية على أسطح السفن وطائرات القوات الجوية الأمريكية على حد سواء، وقادرة على الالتحام حتى 11 نجم (حتى في وقت النهار) وتثبيت موقع الطائرة على مستوى أقل من 300 قدم (91 م). وتعتبر طائرة الاستطلاع إس أر-71 ذات السرعة القصوى هي أحد نماذج الطائرات المستخدمة في الملاحة الفلكية الآلية. ورغم أن تلك الأنظمة النادرة مكلفة جدًا، إلا أن القليل منها لا زال يستخدم حتى اليوم حيث يعتبر كدعم للعديد من الأنظمة التي يعول عليها لتحديد المواقع باستخدام السواتل.
وما زالت تُستخدم الملاحة الفلكية لدى أصحاب اليخوت الخاصة، وبخاصة من جانب اليخوت المبحرة لمسافات طويلة في جميع أنحاء العالم. أما بالنسبة لأطقم القوارب الصغيرة المبحرة، فتعتبر الملاحة الفلكية عندهم عادةً كمهارة أساسية عندما يغامرون خارج نطاق الرؤية من الأرض. وعلى الرغم من اعتمادهم على تقنية نظام التموضع العالمي، إلا أن أصحاب اليخوت البعيدة عن الشاطئ يستخدمون الملاحة الفلكية إما كأداة ملاحية أولية أو على سبيل التدعيم.
وتُستخدم القذائف العابرة للقارات الملاحة الفلكية لفحص وتصحيح مسارها (المجموعة الأولية لاستخدام الجيروسكوبات الداخلية) بينما تستخدم خارج الغلاف الجوي للأرض. حيث تعتبر المناعة من الإشارات التشويشية هي المحرك الرئيسي وراء تلك التقنيات المهجورة.

## مدرب الملاحة الفلكية
يجمع مدربو الملاحة الفلكية بين جهاز محاكاة الطيران البسيط والبلانتاريوم بغرض تدريب أطقم الطائرة على الملاحة الفلكية.
ويمثل النموذج السابق جهاز "لنك " للتدريب على الملاحة الفلكية الذي استخدم في الحرب العالمية الثانية. الكائن في 45 قدم (14 م) مبنى مرتفع، حيث يظهر مركز القيادة الذي يتأقلم مع الطاقم الكامل لـ قاذفة القنابل من (الطيار والملاح والمدفعي). ويظهر مركز القيادة الرصيف كاملاً من خلال آلات يستخدمها الطيار في الطيران الاصطناعي الطائرة. وينظم ثبات مركز القيادة أعلى قبة الإضاءة، وبعض المحاكاة الموازية للكواكب التي يحددها الملاح من خلال موضع الطائرة. ويحاكي تحرك القبة للمواضع المتغيرة للنجوم مع تغير الوقت وتحرك الطائرة حول الكرة الأرضية. ويستقبل الملاح إشارات لاسلكية محاكية من موضع مختلفة من على الأرض.
لقد أدى تحرك «طبقات التضاريس الأرضية» - الكبيرة من تحت مركز القيادة، إلى التقاط صور جوية للكرة الأرضية من وضع الحركة، والتي أعطت طاقم الطائرة انطباعًا عن الرحلة وتمكين قاذفة القنابل من ممارسة الاصطفاف لأهداف القصف.
وجلس فريق من المشغلين في مقصورة التحكم على الأرض أسفل الطائرة حتى يتمكنو من محاكاة الأحوال الجوية مثل الرياح والسحب. وتعقب هذا الفريق أيضًا مسار الطائرة عن طريق تحريك «نموذج لطائرة» (علامة) على الخريطة الورقية.
وطُور جهاز «لنك» للتدريب على الملاحة الفلكية في الاستجابة للطلب المقدم من قبل سلاح الجو الملكي البريطاني (أر إية إف) في عام 1939. وأمر سلاح الجو الملكي بالحصول على 60 من تلك الآلات، حيث بنيت الأولى في عام 1941. في حين استخدم سلاح الجو الملكي القليل من تلك الآلات، مؤجرًا المتبقي منها الولايات المتحدة وفي نهاية المطاف اُستخدمت المئات من تلك الآلات.